# Avangard Omsk
L'Avangard Omsk (in russo Авангард Омск?), è una squadra di hockey su ghiaccio russa di Omsk che gioca nel massimo campionato europeo, la KHL.

## Storia
L'Avangard, che si traduce in "avanguardia" in italiano, è stato fondato nel 1950. Il logo presenta un falco stilizzato. Il club ha cambiato nome diverse volte, i nomi utilizzati furono: Spartak, Aeroflot, Kauchuk, Khimik e Shinnik.
L'Avangard Omsk vinse la Russian Superleague, il massimo campionato russo, nel 2004, che permise alla squadra di disputare la prima edizione della neonata IIHF European Champions Cup, vinta poi ai danni dei finlandesi dell'Oulun Kärpät. Attualmente la squadra gioca in Kontinental Hockey League (massimo risultato il secondo posto della stagione 2011-12, quando l'Avangard perse il titolo per un soffio, con la vittoria dell'OHK Dinamo che ribaltò la serie dall'1-3 al 4-3). La squadra ha comunque vinto una Kubok Kontinenta oltre che la propria division 2 volte e la propria conference 1 volta.
Il Metallurg Magnitogorsk, il Sibir' Novosibirsk, il Salavat Julaev Ufa, l'Ak Bars Kazan' e, in misura minore, il Vitjaz' Čechov, sono considerati i maggiori rivali in KHL dell'Avangard Omsk.

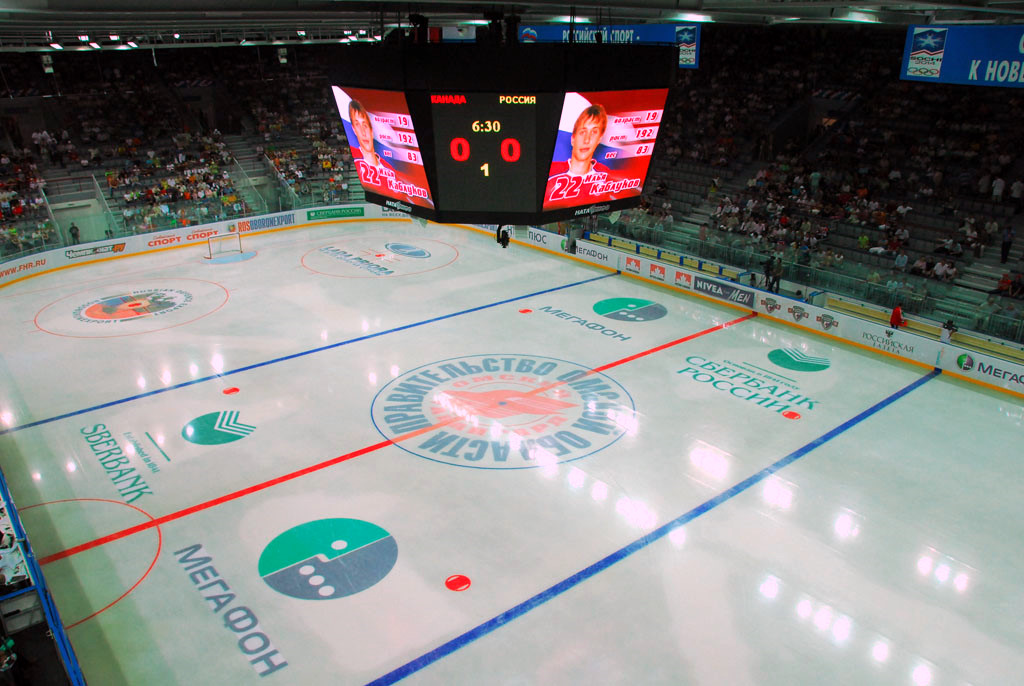
Il moderno impianto dell'Avangard, costruito da Roman Abramovič e poi donato alla squadra di Omsk

## Palmarès

### Competizioni nazionali
- Superliga: 1

2003-2004
- Divizion Černyšëva: 4

2010-2011, 2011-2012, 2012-2013, 2015-2016
- Eastern Conference: 1

2011-2012
- Coppa Kontinental: 1

2010-2011
- Coppa Nadežda: 1

2013-2014

### Competizioni internazionali
- IIHF European Champions Cup: 1

2005